# Métapsychologie
La métapsychologie est l'ensemble des hypothèses, des principes et des concepts théoriques fondamentaux de la psychanalyse en tant que discipline formulés par Sigmund Freud depuis l'Esquisse d'une psychologie scientifique (1895), les textes explicitement métapsychologiques Pulsions et destins de pulsions, Le Refoulement et L'Inconscient publiés en 1915, et jusqu'à son Abrégé de psychanalyse en 1938.

## Définition,  genèse, histoire de la métapsychologie freudienne
Le terme « métapsychologie » a été créé par Sigmund Freud « pour désigner la psychologie qu'il a fondée, considérée dans sa dimension la plus théorique ». Selon Laplanche et Pontalis, il s'agit pour Freud d'un « ensemble de modèles conceptuels plus ou moins distants de l'expérience tels que la fiction d'un appareil psychique divisé en instances, la théorie des pulsions, le processus du refoulement, etc. ». La métapsychologie freudienne prend en compte les trois points de vue: dynamique, topique et économique. Ou, dans les mêmes termes, ainsi que le formule Gilbert Diatkine : « Est « métapsychologique » une description qui tient compte des trois points de vue « topique », « économique » et « dynamique » ».

### Pourquoi le mot «métapsychologie»?
Le mot « métapsychologie » apparaît pour la première fois dans une lettre à Wilhelm Fliess, sans qu'il en soit donné d'autre explication que la nécessité pour Freud de distinguer le terme de la « psychologie » classique ; Roudinesco et Plon citent Freud dans sa lettre à Fliess du 13 février 1896: « La psychologie — ou plutôt la métapsychologie — me préoccupe sans cesse ».  Laplanche et Pontalis estiment que « l'analogie entre les termes de métapsychologie et de métaphysique […] est probablement intentionnelle »; ils l'attribuent à la puissance d'une première « vocation philosophique » dont Freud fait la confidence à son ami, quand il lui demande de bien vouloir « prêter l'oreille à quelques questions métapsychologiques » qu'il motiverait ainsi : « Je n'ai aspiré, dans mes années de jeunesse, qu'à la connaissance philosophique, et maintenant je suis sur le point d'accomplir ce vœu, en passant de la médecine à la psychologie » (Lettre à Wilhelm Fliess du 2 avril 1896). En fait, dans un passage de Psychopathologie de la vie quotidienne (1901) relevé par Laplanche et Pontalis, Freud définit « la métapsychologie comme tentative scientifique pour redresser les constructions « métaphysiques » » qui ne seraient  que des « croyances superstitieuses », tandis que les délires paranoïaques projetteraient « dans des forces extérieures ce qui est en réalité le propre de l'inconscient » . Freud va même jusqu'à écrire dans ce passage de Psychopathologie de la vie quotidienne : « On pourrait se faire fort […] de convertir la métaphysique en métapsychologie ».

### Travaux de 1915
Durant la Première Guerre mondiale, Freud « travailla à une série de douze traités théoriques fondamentaux, qu'il souhaitait à l'origine publier sous forme d'un livre intitulé Zur Vorbereitung einer Metapsychologie (« Préliminaires à une métapsychologie ») ». Cinq de ces textes parurent dans l'Internationale Zeitschrift für ärztliche Psychoanalyse : Pulsions et destins de pulsions, Le refoulement et L'inconscient en 1915, Complément métapsychologique à la doctrine du rêve, Deuil et mélancolie en 1917,. Les sept autres articles auraient porté « sur la conscience, l'angoisse, l'hystérie de conversion, la névrose de contrainte, les névroses de transfert en général, et peut-être la sublimation et la projection ». Selon Ilse Grubrich-Simitis (de), la correspondance de Freud permet de savoir qu'à cette époque, Freud avait plus ou moins terminé les autres textes, mais le livre projeté, par contre, n'a jamais été publié: il aurait été, prévoyait Freud, « du genre et du niveau du chapitre VII de L'interprétation du rêve ». Il est supposé que les articles non-publiés furent volontairement détruits par Freud. Une ébauche du douzième texte intitulé Vue d'ensemble des névroses de transfert a été retrouvée à Londres en 1983 dans des documents laissés à Michael Balint par Sandor Ferenczi, texte qu'Ilse Grubrich-Simitis a découvert en y reconnaissant un manuscrit de l'écriture de Sigmund Freud.

## Écrits proprement « métapsychologiques »
Pour une définition plus avant de ce qu'il convient de reconnaître comme les écrits proprement métapsychologiques qui « jalonnent l'œuvre de Freud », Laplanche et Pontalis se réfèrent à une définition plus précise donnée par Freud dans L'inconscient (1915), où celui-ci propose : « qu'on parle de présentation (allemand : Darstellung) métapsychologique, lorsqu'on parvient à décrire un processus psychique dans ses relations dynamiques, topiques et économiques ». Dès lors, s'interrogent les auteurs du Vocabulaire de la psychanalyse, est-ce qu'il faut prendre en compte « toutes les études théoriques » qui se trouvent seulement en relation avec les trois points de vue en question, « ou ne convient-il pas plutôt de désigner ainsi les textes qui, plus fondamentalement, élaborent ou explicitent les hypothèses sous-jacentes à la psychologie psychanalytique : « principes » (Darstellung), « concepts fondamentaux » (Grundbegriffe) « modèles » théoriques (Darstellungen, Fiktionen, Vorbilder) ».
Dans cette seule et dernière perspective, Laplanche et Pontalis citent « un certain nombre de textes plus proprement métapsychologiques […] qui jalonnent l'œuvre de Freud, particulièrement le Projet de psychologie scientifique (Entwurf einer Psychologie, 1895), le chapitre VII de L'Interprétation du rêve (Die Traumdeutung, 1900), Au-delà du principe de plaisir (Jenseits des Lustprinzips, 1920), Le Moi et le Ça (Das Ich und das Es, 1923), Abrégé de psychanalyse (Abriss der Psychoanalyse, 1938) ». Enfin, les deux auteurs rappellent et soulignent en outre que parmi les textes à retenir plus particulièrement doit être signalé le projet en 1915 « d'écrire des Éléments pour une métapsychologie (Zur Vorbereitung einer Metapsychologie) », par lequel, comme il l'écrit en 1917 dans Complément métapsychologique à la doctrine du rêve,  Freud disait son « intention « … d'éclaircir et d'approfondir les hypothèses théoriques qu'on peut mettre au fondement d'un système psychanalytique » ».

## Après Freud
À la suite de Freud, des grands noms parmi les psychanalystes les plus connus vont continuer à former d'autres concepts théoriques, soit dans la continuité de la notion classique de métapsychologie élaborée par Freud, soit dans une perspective critique et de renouvellement de certains principes fondamentaux au niveau épistémologique.   

### Anna Freud
Dans  Le moi et les mécanismes de défense (1936), Anna Freud reprend la notion d'identification à l'agresseur d'abord conceptualisée par Sándor Ferenczi.

### Melanie Klein
Avec Melanie Klein et l'importance prise par la psychanalyse des enfants, de nouveaux concepts vont apparaître. Klein décrit des positions psychiques : la position schizo-paranoïde et la position dépressive. Elle introduit le concept d'identification projective.
Selon Florian Houssier, alors que chez Freud, « la genèse de l’agressivité primaire s’appuie sur la naissance de l’objet, à la suite d’un déni de son existence (stade anobjectal) », Melanie Klein « remet en cause l’existence de cette bulle quasi autistique dès l’instant où elle conçoit la vie fantasmatique du nourrisson comme existant d’emblée et envahie de mouvements internes violents ».

### Donald Winnicott
Donald Winnicott, dans son ouvrage Jeu et réalité (1975) décrit notamment l'existence d'un « espace intermédiaire » entre le dedans et le dehors, entre la réalité interne et externe. L'existence de cette aire assure une transition entre le moi et le non-moi, entre la perte et la présence, entre la mère et l'enfant. Cet espace transitionnel est celui du jeu et de la créativité et implique le mouvement. Ainsi, le jeu ou la poésie, notamment, assure le passage d'un espace à l'autre. Mais souvent, on retient de Winnicott sa conception de l'objet transitionnel comme étant à l'origine de mécanismes culturels.
D'après Leopoldo Fulgencio, Winnicott rejette les concepts métapsychologiques de pulsion de vie et de pulsion de mort, et par conséquent le concept freudien de pulsions en général, ainsi que celui d'appareil psychique. Quant au terme de « libido », il constituerait plutôt à ses yeux « une référence à l’appréciation faite des événements et fantaisies propres aux relations interhumaines ».

### Jacques Lacan
Selon Plon et Roudinesco, c'est en réaction à un rejet de la métapsychologie par certains courants, notamment celui de l'Ego psychology, que Jacques Lacan avance le retour à Freud qui propose de remplacer les fondements biologiques présents dans la métapsychologie freudienne par l'appui sur la linguistique dans un premier temps, puis sur la logique formelle et la topologie ensuite. Selon Paul-Laurent Assoun, si Lacan récuse toute idée de métapsychologie il est celui qui en montre le plus la fécondité, et l'on peut trouver des correspondances, notamment entre la topique et la topologie (avec le triptyque réel, symbolique et imaginaire (RSI)), la dynamique et le signifiant, enfin l'économique avec la jouissance et la plus-value. Selon Gilbert Diatkine, si on peut parler d'une métapsychologie chez Lacan, il faut remarquer son refus de la topique interne et du point de vue économique et la méfiance à l'égard du point de vue dynamique ainsi que la substitution du désir à la pulsion.

#### Textes de référence (Choix)
- Sigmund Freud, 
  - Métapsychologie (1915), dans OCF.P XIII 1914-1915, trad. Janine Altounian, André Bourguignon, Pierre Cotet et Alain Rauzy, Notices d'Alain Rauzy , Paris, PUF, 1re éd., 1988, 2e éd. corrigée, 1994  (ISBN 2 13 042148 2); Métapsychologie, édition PUF-Quadrige, Préface de François Robert, 2010  (ISBN 2130579574):
    - Pulsions et destins des pulsions, 1994, p. 163-187.
    - Le refoulement, 1994, p. 189-203.
    - L'inconscient, 1994, p. 205-244.
    - Complément métapsychologique à la doctrine du rêve (1915 [1re publication en 1917]), 1994, p. 245-260.
    - Deuil et mélancolie, (1915 [1re publication en 1917]), 1994, p. 261-280.
    - Vue d'ensemble des névroses de transfert, (1915 [1re publication en 1985, présentation de Ilse Grubrich-Simitis]), traduction de Jean Laplanche, 1994, p. 281-302.

#### Études de la notion
: document utilisé comme source pour la rédaction de cet article.

##### Dictionnaires
- Jean Laplanche, Jean-Bertrand Pontalis, Vocabulaire de la psychanalyse (1967), entrée: « Métapsychologie », PUF,8e éd., 1984,  (ISBN 2 13 038621 0), p. 238-239; PUF-Quadridge,  (ISBN 2130546943).
- Dictionnaire international de la psychanalyse (dir.: Alain de Mijolla), Paris, Hachette, 2005,  (ISBN 201279145X):
  - René Roussillon , « métapsychologie » (Article), p. 1055-1057. 
  - Ilse Grubrich-Simitis (de), « Vue d'ensemble des névroses de transfert » (Article), p. 1902-1903.
- Dictionnaire de la psychanalyse (dir.: Roland Chemama), Paris, Larousse, 1993,  (ISBN 203-720222-9), entrée: « métapsychologie », p. 160.
- Elisabeth Roudinesco et Michel Plon, Dictionnaire de la psychanalyse, Paris, Fayard, coll. « La Pochothèque », 2011 (1re éd. 1997), 1789 p. (ISBN 978-2-253-08854-7), entrée: « métapsychologie », p. 994-999.

##### Ouvrages et articles
(Dans l'ordre alphabétique des noms d'auteurs :)
- Paul-Laurent Assoun,
  - Introduction à la métapsychologie freudienne, Paris, PUF-Quadrige, 1993,  (ISBN 2130452485)
  - La métapsychologie, Paris, Presses universitaires de France, 2013, 161 p. (ISBN 978-2-13-062124-9)
- Michèle Bertrand et Geneviève Bourdellon, « L'identification à l'agresseur : argument », Revue française de psychanalyse, vol. 73, no 1,‎ 24 mars 2009, p. 5–10 (ISSN 0035-2942, lire en ligne, consulté le 3 janvier 2018)
- Gilbert Diatkine, « Métapsychologie », dans Gilbert Diatkine, Jacques Lacan, Paris, Presses universitaires de France, coll. « Psychanalystes d'aujourd'hui », 1998 (ISBN 9782130485742, lire en ligne), p. 52-61.
- Leopoldo Fulgencio, « Le rejet par Winnicott des concepts fondamentaux de la métapsychologie freudienne », dans L’Année psychanalytique internationale, vol. volume 2008, no. 1, 2008, p. 77-97, [lire en ligne].
- André Green, Propédeutique la métapsychologie revisitée, coll. L'Or d'Atalante, 1995,  (ISBN 2876732149)
- Florian Houssier, « Métapsychologie de la violence », dans Enfances & Psy, vol. 45, no. 4, 2009, p. 14-23, [lire en ligne].
- Jean-Michel Quinodoz, Lire Freud. Découverte chronologique de l'œuvre de Freud, Presses universitaires de France, 2004, « Métapsychologie, S. Freud (1915-1917). », p. 160
- Thierry Simonelli, Les premières métapsychologies de Freud. Montréal : Ed. Liber, coll. « Voix psychanalytiques », 2010.  (ISBN 978-289578-207-0)